# Fatafehi Fununuiava
Fatafehi Fununuiava est un monarque du royaume des Tonga qui a régné de 1793 à 1810. Le royaume des Tonga est un État de Polynésie, dans l'océan Pacifique, à environ 650 km à l'est des îles Fidji.